# Condaghe di San Gavino
Il Condaghe di San Gavino  redatto in sardo logudorese  attribuibile ad un periodo non precisato, che sicuramente può essere fatto risalire almeno agli ultimi secoli del medioevo.

## Storia
Il testo ci è noto attraverso una trascrizione fatta dal canonico Francesco Rocca, sassarese e cugino dell'arcivescovo Antonio Canopolo, che visse tra il 1570 e il 1639.
La trascrizione del documento fatta dal Rocca fu stampata a Sassari nel 1620 nella Tipografia del sunnominato arcivescovo con il seguente titolo: Del fin, modo, y consideraciones, con las quales se deve visitar el templo del S. Gavino de Puerto Torres.

Attualmente il documento è conservato presso la Biblioteca universitaria di Cagliari. 
Nelle ultime righe dell’edizione del Rocca si legge:  Istampada en Venecia s’annu 1497. Pustis in Roma s’annu 1547. Et como in Tattari s’annu 1620. 
Comunque tutti gli esemplari, precedenti a quello del 1620, sono andati perduti. Tuttavia il testo del condaghe era sicuramente conosciuto alla metà del XVI secolo dagli studiosi, fra questi Giovanni Francesco Fara che lo utilizzava nella compilazione delle sue opere, assimilandone ed accettandone come verosimile il contenuto storico.